# Wiktor Gruzd
Wiktor Gruzd (ur. 30 czerwca 2002 w Zgorzelcu) – polski lekkoatleta specjalizujący się w biegach sprinterskich.
W 2019 zdobył złoto w sztafecie szwedzkiej podczas olimpijskiego festiwalu młodzieży Europy w Baku.
Złoty medalista ogólnopolskiej olimpiady młodzieży oraz medalista halowych mistrzostw Polski w kategorii U18. Reprezentant kraju w meczach międzypaństwowych.
Rekordy życiowe
bieg na 400 metrów: stadion – 47,90

## Osiągnięcia
| Rok  | Impreza                              | Miejsce | Konkurencja       | Pozycja    | Wynik   |
| ---- | ------------------------------------ | ------- | ----------------- | ---------- | ------- |
| 2019 | Ogólnopolska olimpiada młodzieży     | Poznań  | 400m              | 1. miejsce | 48;26   |
| 2019 | Olimpijski festiwal młodzieży Europy | Baku    | sztafeta szwedzka | 1. miejsce | 1:53,59 |